# Said Fettah
Said Fettah (arab. سعيد فتاح, ur. 15 stycznia 1985 w Casablance) – marokański piłkarz, grający na pozycji defensywnego pomocnika. Od 2016 roku jest bez klubu. Trzykrotny reprezentant kraju. 

## Kariera klubowa

### Początki (–2014)
Zaczynał karierę w Rai Casablanca, z którą zdobył mistrzostwo kraju w sezonie 2008/19, 
1 stycznia 2011 roku przeniósł się do Wydadu Casablanca. W tym zespole zadebiutował 21 sierpnia w meczu przeciwko IZK Khemisset, wygranym 2:0, grając cały mecz. Pierwszą asystę zaliczył 9 grudnia 2012 roku w meczu przeciwko Wydadowi Fez, wygranym 1:0. Asystował przy golu w 91. minucie. Pierwszego gola strzelił 17 listopada 2013 roku w meczu przeciwko Olympique Khouribga, wygranym 3:1. Strzelił gola w 30. minucie, a później jeszcze asystował przy golu w 62. minucie. Łącznie zagrał 63 mecze, strzelił gola i miał 6 asyst.

### Powrót do Rai (2014–2015)
1 lipca 2014 roku wrócił do Rai Casablanca. Ponownie w tym zespole zadebiutował 23 sierpnia w meczu przeciwko Moghrebowi Tetuan, zremisowanym 1:1, grając cały mecz. Łącznie zagrał 12 spotkań.

#### Wypożyczenie do Ittihadu Kalba (2015)
6 stycznia 2015 roku został wypożyczony na pół roku do Ittihadu Kalba. W emirackim zespole zadebiutował 4 lutego 2015 roku w meczu przeciwko Al-Wahda FC, przegranym 0:1. Zagrał 28 minut. Pierwszą asystę zaliczył 14 lutego w meczu przeciwko Sharjah FC, przegranym 1:2. Asystował przy golu w 60. minucie. Pierwszego gola strzelił 21 marca w meczu przeciwko Fujairah SC, przegranym 2:3. Do siatki trafił w 29. minucie. Łącznie w Zjednoczonych Emiratach Arabskich zagrał 13 meczów, strzelił gola i miał asystę. 

### FAR Rabat (2015–2016)
6 lipca 2015 roku został zawodnikiem FARu Rabat. W tym zespole zadebiutował 6 września w meczu przeciwko Wydadowi Casablanca, przegranym 4:2. Zagrał całe spotkanie. Pierwszą asystę zaliczył 2 stycznia 2016 roku w meczu przeciwko Difaâ El Jadida, wygranym 2:3. Asystował przy golu w 63. minucie. Łącznie w FARze zagrał 14 meczów i miał dwie asysty.

### Dalsza kariera (2016–)
Od 18 lipca 2016 roku jest wolnym graczem.

## Kariera reprezentacyjna
Zagrał trzy spotkania w reprezentacji Maroka.